# Аммофила сарептская
Аммофила сарептская (Ammophila sareptana) — вид роющих ос (Sphecidae) рода Ammophila. Редкий вид включённый в Красную книгу Украины и в Красную книгу Республики Крым.

## Распространение
Отмечен в Казахстане, в Малой и Средней Азии, в южной и восточной Европе, в том числе в Одесской области и в Крыму.

## Описание
Крупного размера осы-энтомофаги, длина 18-21 мм. Голова и грудь чёрные, брюшко красное. Отличаются от близких видов густым опушением проподеума. Личинки питаются гусеницами бабочек, которых ловят, парализуют и доставляют в подземное гнездо самки ос. Взрослые особи питаются нектаром на цветах. Ксерофильный вид, который обитает на песчаном грунте в степных биотопах.

## Охрана
Вид включён в Красную книгу Украины (природоохранный статус — редкий вид) и в Красную книгу Крыма (природоохранный статус — вид, сокращающийся в численности).